# Avillers-Sainte-Croix
Avillers-Sainte-Croix är en kommun i departementet Meuse i regionen Grand Est (tidigare regionen Lorraine) i nordöstra Frankrike. Kommunen ligger i kantonen Fresnes-en-Woëvre som tillhör arrondissementet Verdun. År 2022 hade Avillers-Sainte-Croix 80 invånare.

## Befolkningsutveckling
Antalet invånare i kommunen Avillers-Sainte-Croix
| Referens: INSEE |